# 바렌츠해
바렌츠해(러시아어: Баренцево море, 노르웨이어: Barentshavet, 영어: Barents Sea, 문화어: 바렌쯔해)는 북극해의 일부로 북서쪽으로는 스발바르 제도, 북동쪽은 젬랴프란츠요세프 제도, 동쪽은 노바야제믈랴 제도에 둘러싸인 바다다. 서쪽으로부터는, 노르웨이해와 연결된다. 명칭은 네덜란드의 탐험가 빌럼 바런츠의 이름을 딴 것이다.

## 개요
난류인 북대서양 해류의 영향이 미치는 해역에 접한 무르만스크와 바르되는 해수면이 얼지 않는 부동항이다. 북부와 동부, 남부 부근은 겨울에 언다.
2012년 일본 해양연구개발기구(JAMSTEC)는 바렌츠해의 해빙 분포와 일본의 기상 상관관계에 주목하여 연구를 진행한 적이 있는데, 바렌츠해의 해빙이 적은 해는 시베리아 기단이 발달하는 경향이 있다는 것이 밝혀졌다.

## 지도
| 가잔 열도갠지스강고다바리강고비 사막나일강류큐 열도남중국해노르웨이해뉴기니섬네푸드 사막다싱안링산맥다뉴브강동시베리아해동중국해동해둥베이 · 평원랍테프해룹알할리 사막레나강마다가스카르섬마리아나 제도마르마라해말레이반도메콩강몰디브 제도몽골고원바렌츠해바이칼호바탄 제도발리섬발트해발하시호백해베링해벵골만보르네오섬북극해북해볼가강북드비나강브라마푸트라강사할린섬샤오싱안링산맥세이셸 군도소코트라섬수마트라섬술라웨시섬스리랑카섬스칸디나비아반도스타노보이산맥스프래틀리 군도시나이반도새머리싱가포르섬아나톨리아아덴만아라비아반도아라비아해아라푸라해아랄해아무르강아조프해아프리카의 뿔안다만 제도알타이산맥알류샨 열도에게해예니세이강오가사와라 제도오만만오비강오스트레일리아오호츠크해우랄강우랄산맥유프라테스강이란고원인더스강인도 아대륙인디기르카강인도양 (북부)인도차이나반도일본 열도자와섬주강장강치롄산맥카라해카라코람카스피해캄차카반도캅카스산맥캐롤라인 · 제도콜리마강쿠릴 열도쿤룬산맥크리스마스섬타이만대만타클라마칸 사막북태평양톈산산맥통킹만티그리스강티모르섬티베트고원파라셀 제도파미르페르시아만페초라강프라타스섬필리핀 제도필리핀해하이난한반도항가이산맥호르무즈홋카이도홍해화베이 · 평원황하황해흑해히말라야산맥힌두스탄 · 평원힌두쿠시class=notpageimage\| 유라시아에서의 바렌츠해의 위치 |